# Beligerancia
La beligerancia, que proviene del adjetivo beligerante, es un conflicto de carácter bélico, o a dar la suficiente importancia a alguien como para acceder o reconocer contender con él. Generalmente es un concepto usado en el Derecho internacional público para designar a la nación o sujeto político que está en guerra, o en política a los participantes más visibles en algún conflicto social.

## Derecho de guerra
Más específicamente, la beligerancia designa la situación jurídica internacional en que un grupo (potencia, nación, grupo armado, etc.) se encuentra autorizado por el Derecho de los conflictos armados o Derecho de guerra para realizar acciones bélicas contra el grupo enemigo, dándoles iguales garantías internacionales a ambos (o más). Para ser beligerante es necesario:
- Ser sujeto de Derecho internacional.
- Someterse al Derecho de guerra.

Esta calidad de sujetos de Derecho internacional tiene como condición imprescindible para su existencia el haber recibido el reconocimiento jurídico internacional por parte de Estados o de organismos internacionales gubernamentales. Se determina según el tipo de conflicto:
1. En un conflicto armado internacional, la condición de beligerante en general pueden obtenerla los Estados (responsabilidad internacional del Estado) y los movimientos de liberación nacional.
2. En un conflicto armado interno, el estatus de beligerancia puede concederse también a un grupo alzado en armas que en guerra civil adquiere, en parte del territorio características similares a las de un gobierno regular (comunidad beligerante).

Ser sujetos de derecho internacional les impone obligaciones y deben hacer valer responsabilidades, incluyendo el derecho de guerra, a las cuales deberán someterse para preservar tal estatus.